# Liolaemus vallecurensis
Liolaemus vallecurensis är en ödleart som beskrevs av  Pereyra 1992. Liolaemus vallecurensis ingår i släktet Liolaemus och familjen Tropiduridae. IUCN kategoriserar arten globalt som livskraftig. Inga underarter finns listade i Catalogue of Life.